# SpongeBob Pantaloni Pătrați (serie de filme)
SpongeBob Pantaloni Pătrați (în engleză: SpongeBob SquarePants) este o serie de filme de animație unde la bază sunt cursele ilegale, spargerile și jafurile. Produs de Paramount Pictures, seria începe în anul 2004 cu filmul Burețelul Bob și Coroana Regelui Neptun.

## Filme

### Burețelul Bob și Coroana Regelui Neptun(2004)
Plonjati în aceastã aventurã comicã mai mare, mai bunã si mai absorbantã decât toate celelalte – filmul de debut al senzatiei subacvatice Buretelul Bob si Coroana Regelui Neptun!
Necazuri cu bule încep sã se ridice la suprafatã din ocean, în Fundul Bikini, Coroana Regelui Neptun a dispãrut si dl. Crab este învinuit de disparitia ei! Împreunã cu cel mai bun prieten al sãu, Patrick, Buretelul Bob porneste spre înselãtorul Oras al Scoicilor pentru a recupera Coroana Regelui Neptun si pentru a-l salva pe dl. Crab în aceastã spectaculoasã aventurã plinã de "actiune subacvaticã explozivã si cascade de hohote de râs!" (Marc S. Allen, UPN-TV)
Cu vocile actorilor Tom Kenny (Buretelul Bob), Alec Baldwin, Jeffrey Tambor, Scarlett Johansson si cu participarea extraordinarã a lui David Hasselhoff, Buretelul Bob si Coroana Regelui Neptun este o comedie amuzantã pentru intreaga familie!

### SpongeBob: Aventuri pe uscat(2015)
Piratul Burger Beard caută cu disperare ultima pagină dintr-o carte magică: orice plan malefic scris în ea se transformă în realitate. Faptele piratului pun în pericol întreg orașul Bikini Bottom, iar SpongeBob și prietenii săi încep o călătorie plină de peripeții pentru a împiedica dezastrul. Nu va trece mult până când eroii vor fi nevoiți să-i înfrunte pe Burger Beard și echipajul său de pirați periculoși

### SpongeBob: Misiune de salvare(2020)
În acest film, SpongeBob Pantaloni Pătrați își petrece timpul cu Gary și avem parte de povestea despre cum s-au întâlnit pentru prima dată. Dar se pare că a melcul său mult iubit a dispărut. Acum, buretele galben și prietenul său cel mai bun, Patrick, pornesc în misiunea de a-l căuta pe Gary. În timpul călătoriei vor cunoaște fețe noi și vor descoperi locuri uimitoare.